# Giurì d'onore
Il giurì d'onore è un organo giudiziario previsto dall'ordinamento italiano.
La disciplina del giurì d'onore è situata nelle norme d'attuazione, di coordinamento e transitorie del codice di procedura penale, agli articoli da 177 a 180.

## Funzioni
Nel caso in cui una persona sia accusata d'aver commesso i reati di ingiuria e diffamazione previsti, rispettivamente, dagli articoli 594 e 595 del codice penale italiano non può discolparsi invocando la verità o la notorietà del fatto da lui attribuito al soggetto ingiuriato o diffamato; tuttavia se l'offesa consiste nell'attribuzione di un fatto determinato, persona offesa ed offensore, prima che sia pronunciata sentenza e che la stessa sia divenuta irrevocabile, possono chiedere la nomina di un giurì d'onore a cui "deferire il giudizio sulla verità del fatto medesimo" (art. 596 codice penale) e conferire a tale organo l'accertamento dell'eventuale danno cagionato dall'illecito e la quantificazione del suo risarcimento che sarà pronunciato in via equitativa.

## Composizione
Il giurì d'onore è composto da uno o più membri, in numero dispari, che possono essere nominati dalle parti, dal presidente del tribunale dove pende il procedimento, da associazioni legalmente riconosciute come enti morali e sono scelti fra persone iscritte in appositi albi costituiti da tali associazioni ed approvati dal medesimo presidente; tutti i componenti devono accettare la nomina con atto scritto.

## Procedimento
L'organo deve pronunciare il verdetto entro tre mesi dall'accettazione della nomina, anche se, ricorrendo gravi motivi, tale termine può essere prorogato fino ad altri tre mesi.
Le sedute non sono pubbliche e il giurì stesso è obbligato al segreto per tutto ciò che concerne gli atti del procedimento fra i quali possono rientrare l'esame di testimoni, la richiesta di documenti e informazioni alle pubbliche amministrazioni (che, salve gravi ragioni di servizio, hanno il dovere di fornirli) ed altri accertamenti.
Il verdetto è, naturalmente, pubblico ma l'eventuale pubblicazione di atti o documenti concernenti il giudizio è sanzionata alla stregua dell'arbitraria ed indebita pubblicazione di atti e notizie concernenti un procedimento penale.

## Organi simili
Il giurì d'onore è previsto anche dai regolamenti di Camera e Senato. Il presidente di Camera o Senato nomina una commissione d'indagine, per giudicare la fondatezza di accuse mosse durante il dibattito parlamentare che abbiano leso l'onorabilità di un membro dell'assemblea che chiede l'istituzione del giurì d'onore. L'assemblea si limita a prendere atto dell'esito del giurì senza dibatterle.